# Vaaleanpunainen vallankumous
Vaaleanpunainen vallankumous è il secondo album in studio della cantante finlandese Ellinoora, pubblicato il 30 agosto 2019 su etichetta discografica Warner Music Finland.

## Tracce
1. Marie Antoinette – 3:36 (Ellinoora Leikas, Samuli Sirviö)
2. Bäng bäng typerä sydän (feat. Eetu) – 4:06 (Ellinoora Leikas, Samuli Sirviö, Eetu Kalavainen)
3. Aatelisii (feat. Gasellit) – 3:32 (Ellinoora Leikas, Samuli Sirviö, Miikka Niiranen, Pekka Salminen, Tuomas Pietikäinen, Jussi Mikkonen)
4. Veitset – 3:35 (Ellinoora Leikas, Samuli Sirviö, Patric Sarin)
5. Glitteri – 3:58 (Ellinoora Leikas, Samuli Sirviö)
6. Anthem – 3:52 (Ellinoora Leikas, Samuli Sirviö)
7. Antibiisi – 3:35 (Ellinoora Leikas, Samuli Sirviö)
8. Viha, kipu ja rakkaus – 3:56 (Ellinoora Leikas, Samuli Sirviö)
9. Taideteos – 4:09 (Ellinoora Leikas, Samuli Sirviö, Eeva Kilpi)
10. Nartut – 3:10 (Ellinoora Leikas, Samuli Sirviö)
11. Sinä 4ever – 4:15 (Ellinoora Leikas, Samuli Sirviö)
12. Nuoruuden oodi – 4:22 (Ellinoora Leikas, Samuli Sirviö)

## Classifiche
| Classifica (2019) | Posizione massima |
| ----------------- | ----------------- |
| Finlandia         | 1                 |